# دانشگاه جورجیا
دانشگاه جورجیا (به انگلیسی: University of Georgia) یک دانشگاه تحقیقاتی دولتی در اتنز واقع در ایالت جورجیا آمریکا است که در سال ۱۷۸۵ میلادی تأسیس شده و ازین‌رو یکی از قدیمی‌ترین دانشگاه‌های دولتی در ایالات متحده به‌شمار می‌رود. این دانشگاه بنابر آمار سال ۲۰۱۷ رتبه دهم دانشگاه‌های دولتی ایالات متحده آمریکا را داراست.
پردیس اصلی این دانشگاه ۷۶۲ هکتار (۳٫۰۸ کیلومتر مربع) در اتنز در ایالت جورجیا است.

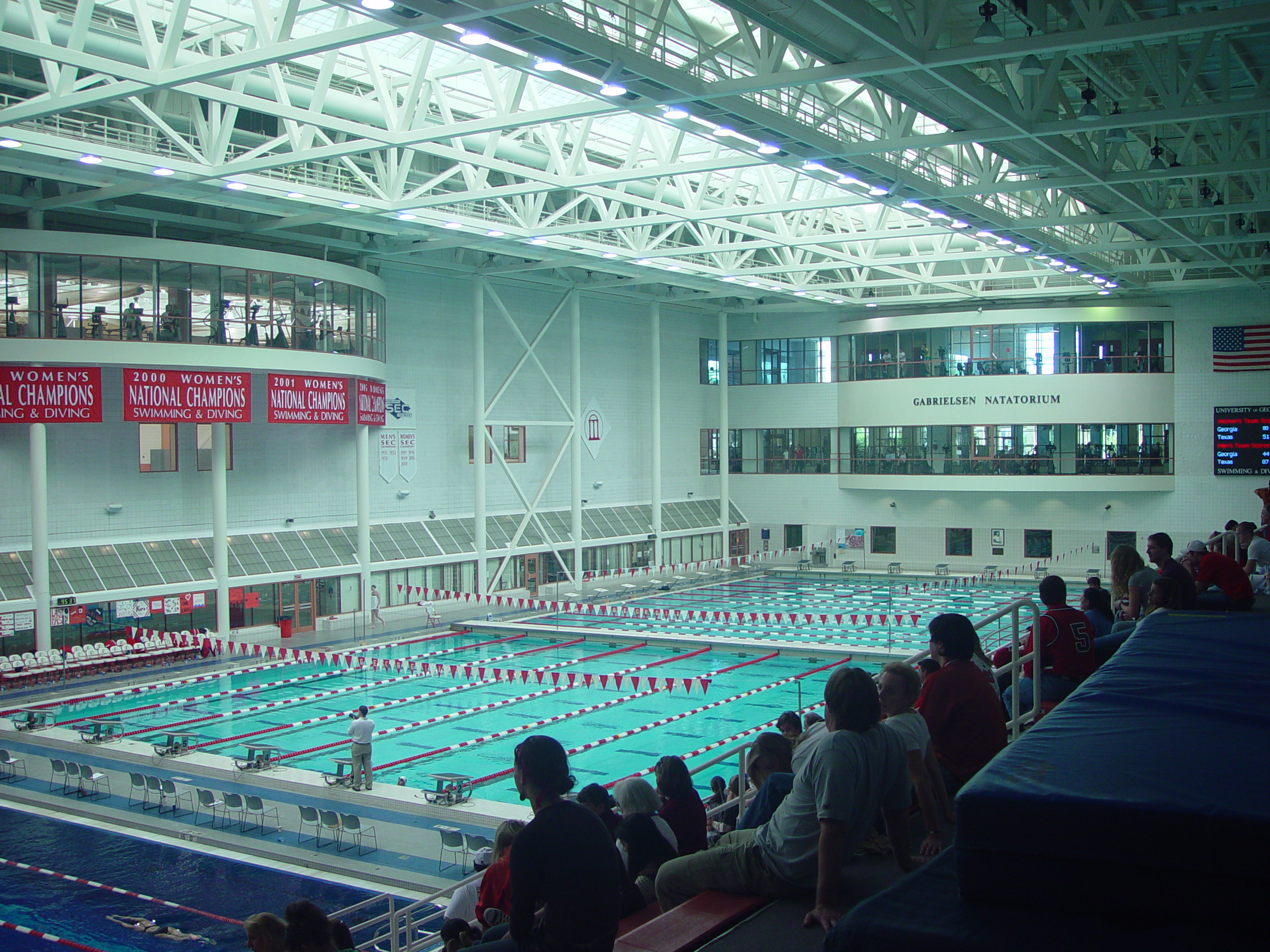
استخر قهرمانی دانشگاه

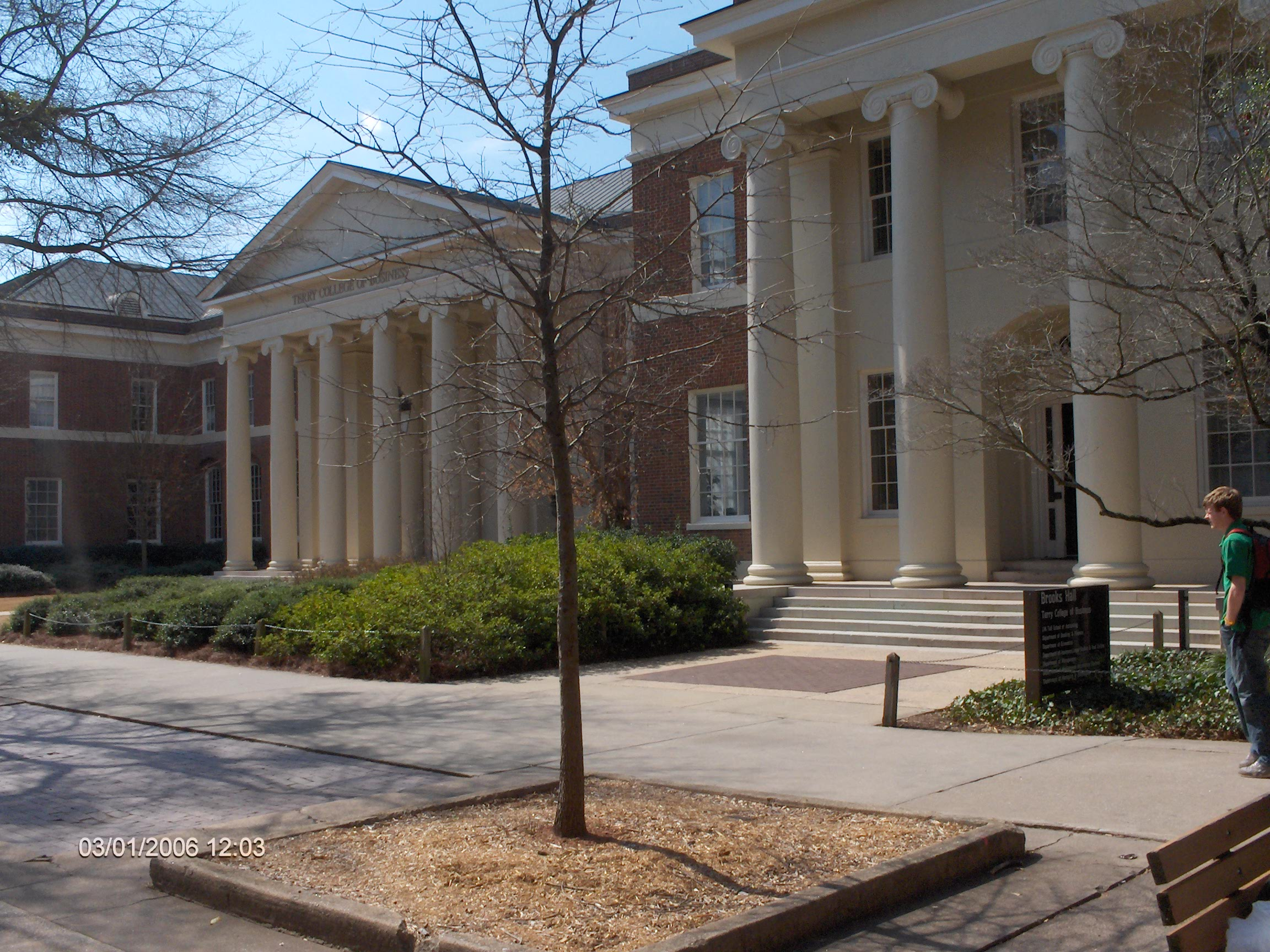
بروکس هال